# العلاقات التشادية الغرينادية
العلاقات التشادية الغرينادية هي العلاقات الثنائية التي تجمع بين تشاد وغرينادا.

## مقارنة بين البلدين
هذه مقارنة عامة ومرجعية للدولتين:
| وجه المقارنة                                              | تشاد                      | غرينادا                                         |
| --------------------------------------------------------- | ------------------------- | ----------------------------------------------- |
| المساحة (كم2)                                             | 1.28 مليون                | 348                                             |
| عدد السكان (نسمة)                                         | 15.23 مليون               | 107.83 ألف                                      |
| الكثافة السكانية (ن./كم²)                                 | 11.9                      | 30.99 ألف                                       |
| العاصمة                                                   | انجمينا                   | سانت جورجز                                      |
| اللغة الرسمية                                             | لغة فرنسية، اللغة العربية | لغة إنجليزية، لغة غرينادا الكريولية الإنجليزية ‏ |
| العملة                                                    | فرنك وسط أفريقي           | دولار شرق الكاريبي                              |
| الناتج المحلي الإجمالي (بليون دولار)                      | 9.98 مليار                | 1.12 مليار                                      |
| الناتج المحلي الإجمالي (تعادل القوة الشرائية) بليون دولار | 30.54 مليار               | 1.45 مليار                                      |
| الناتج المحلي الإجمالي الاسمي للفرد دولار أمريكي          | 775                       | 9.21 ألف                                        |
| الناتج المحلي الإجمالي للفرد دولار أمريكي                 | 2.18 ألف                  | 12.43 ألف                                       |
| مؤشر التنمية البشرية                                      | 0.392                     | 0.750                                           |
| رمز المكالمات الدولي                                      | +235                      | +1473                                           |
| رمز الإنترنت                                              | .td                       | .gd                                             |
| المنطقة الزمنية                                           | ت ع م+01:00               | 00                                              |

## منظمات دولية مشتركة
يشترك البلدان في عضوية مجموعة من المنظمات الدولية، منها:
| علم المنظمة | اسم المنظمة                                 | تاريخ انضمام تشاد | تاريخ انضمام غرينادا |
| ----------- | ------------------------------------------- | ----------------- | -------------------- |
|             | الاتحاد البريدي العالمي                     | ?                 | ?                    |
|             | يونسكو                                      | 19 ديسمبر 1960    | 17 فبراير 1975       |
|             | البنك الدولي للإنشاء والتعمير               | 10 يوليو 1963     | 27 أغسطس 1975        |
|             | منظمة التجارة العالمية                      | ?                 | ?                    |
|             | وكالة ضمان الاستثمار متعدد الأطراف          | 11 يونيو 2002     | 12 أبريل 1988        |
|             | الاتحاد الدولي للاتصالات                    | 25 نوفمبر 1960    | 17 نوفمبر 1981       |
|             | منظمة الشرطة الجنائية الدولية               | ?                 | ?                    |
|             | مؤسسة التمويل الدولية                       | 2 أبريل 1998      | 28 أغسطس 1975        |
|             | الأمم المتحدة                               | 20 سبتمبر 1960    | 17 سبتمبر 1974       |
|             | مجموعة دول أفريقيا والكاريبي والمحيط الهادئ | ?                 | ?                    |
|             | مؤسسة التنمية الدولية                       | 7 نوفمبر 1963     | 28 أغسطس 1975        |
|             | منظمة حظر الأسلحة الكيميائية                | ?                 | ?                    |
|             | المركز الدولي لتسوية المنازعات الاستشارية   | 14 أكتوبر 1966    | 23 يونيو 1991        |